# Deeveya
Deeveya is een geslacht van kreeftachtigen uit de klasse van de Ostracoda (mosselkreeftjes).

## Soorten
- Deeveya bransoni Kornicker & Palmer, 1987
- Deeveya exleyi Kornicker & Iliffe, 1998
- Deeveya hirpex Kornicker in Kornicker, Yager & Williams, 1990
- Deeveya jillae Kornicker & Iliffe, 1989
- Deeveya medix Kornicker in Kornicker, Yager & Williams, 1990
- Deeveya spiralis Kornicker & Iliffe, 1985
- Deeveya styrax Kornicker in Kornicker, Yager & Williams, 1990